# Zygia rhytidocarpa
Zygia rhytidocarpa är en ärtväxtart som beskrevs av Maria de Lourdes Rico. Zygia rhytidocarpa ingår i släktet Zygia och familjen ärtväxter. Inga underarter finns listade i Catalogue of Life.